# Hypselodoris kanga
Hypselodoris kanga (лат.) — вид ярко окрашенных брюхоногих моллюсков семейства Chromodorididae из отряда голожаберных (Nudibranchia). Обитают в Индоокеанской области.
Название происходит от имени кенгуру Кенга, персонажа книг Алана Милна про «Винни-Пуха».

## Таксономия
Вид был впервые описан в 1977 году под названием Hypselodoris kanga Rudman, 1977. Название происходит от имени кенгуру Кенга (Kanga, персонажа книг Алана Милна про «Винни-Пуха»), матери Крошки Ру (Roo), в честь которой позднее будет назван другой вид Hypselodoris roo и с которым их часто путают.

## Описание
Hypselodoris kanga имеет сине-серое тело, покрытое чёрными и жёлтыми пятнами. По краю мантии имеются чёрные пятна, окаймленные синим. Ринофоры красные, а стебли ринофоров тёмно-синие. Жабры треугольные в поперечном сечении, жаберные крышки белые. Внутренний край каждой жабры красновато-оранжевый в верхней четверти, темно-синий в средней части и белый в базальной четверти. Гладкая внешняя сторона каждой жабры оранжево-красная в верхней четверти, а остальная часть имеет светло-голубой цвет с рядом крупных жёлтых пятен. Два внешних угла каждой жабры окаймлены красным у кончика и темно-синим у основания. Этот вид может достигать общей длины не менее 70 мм и был замечен питающимся губками из рода Dysidea.

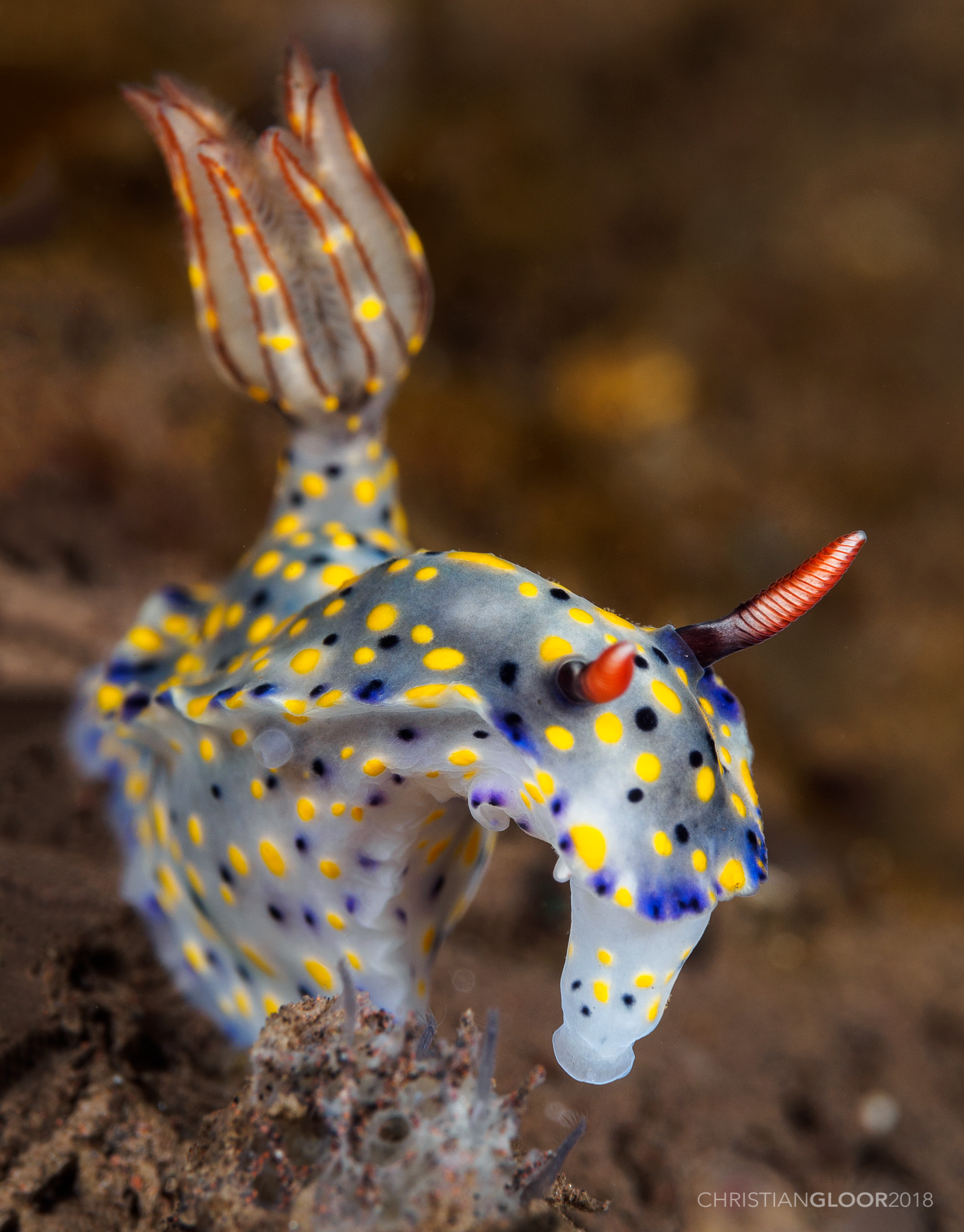
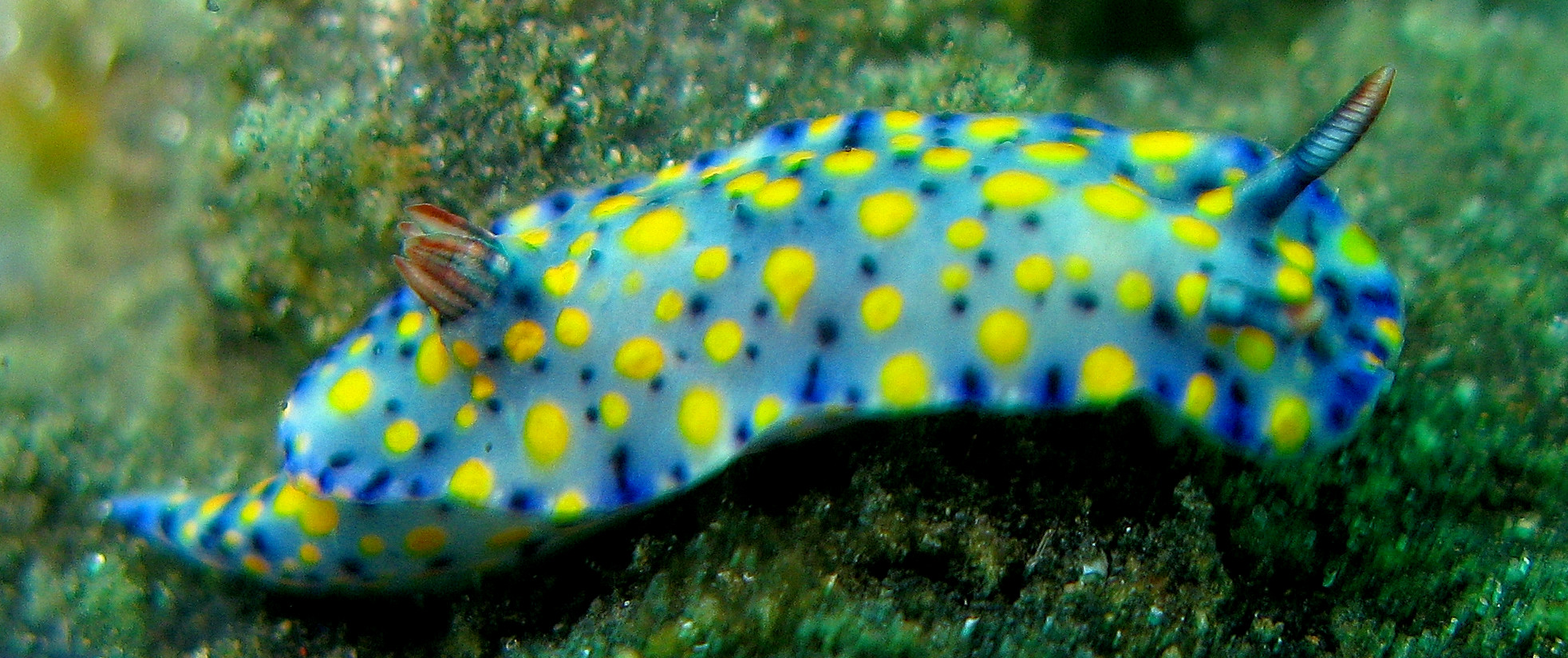

## Распространение
Этот голожаберный моллюск был описан из Кундучи (Дар-эс-Салам Танзания). Ранее сообщалось, что он обитает в Индийском и западной части Тихого океана. Образцы из Тихого океана теперь считаются другими видами, включая Hypselodoris confetti и Hypselodoris roo. Он был также зарегистрирован из Мозамбика.